# Karangjati (Tarub)
Karangjati is een bestuurslaag in het regentschap Tegal van de provincie Midden-Java, Indonesië. Karangjati telt 4803 inwoners (volkstelling 2010).